# Championnat d'Europe féminin de handball 2024
Navigation
Slovénie, Macédoine et Monténégro 2022 Pologne, Roumanie et 3 autres 2026
La 16e édition du Championnat d'Europe féminin de handball se déroule du 28 novembre au 15 décembre 2024 dans trois pays d'Europe centrale, l'Autriche, la Hongrie et la Suisse,,. Le 5 avril 2019, sur la base des recommandations du groupe de travail, l'EHF a officiellement décidé d'étendre le tournoi de 16 à 24 équipes comme pour le tournoi masculin.
La Norvège assoit encore plus sa domination en remportant son dixième titre en seize édition, le septième pour sa gardienne Katrine Lunde et le sixième pour son sélectionneur islandais Þórir Hergeirsson. Pour le reste, la compétition est dans la lignée de la précédente : le Danemark d'Anna Kristensen, élu meilleure joueuse, est à nouveau battu en finale (23-31) tandis que la France échoue à nouveau au pied du podium après sa courte défaite face à la Hongrie, pays organisateur, qui remporte sa première médaille internationale depuis 12 ans.

## Présentation

### Choix du pays hôte
Deux pays ont initialement candidaté pour accueillir le tournoi : la Macédoine du Nord et la Russie mais en septembre 2017, seule la candidature de la Russie est maintenue avant d'être elle-même écartée en février 2018. Le 20 juin 2018, l'EHF vote le report de la désignation du pays hôte.
En avril 2019, l'EHF ouvre la seconde phase de candidature et trois candidatures (dont à nouveau la Russie) sont annoncées le 20 septembre 2019:
- Autriche, Hongrie et Suisse ;
- Tchéquie, Pologne et Slovaquie ;
- Russie.

Lors du congrès extraordinaire de l'EHF du 25 janvier 2020 à Stockholm, la candidature conjointe de l'Autriche, Hongrie et Suisse remporte l'organisation au deuxième tour par 28 voix contre 21 pour la Tchéquie, Pologne et Slovaquie.

### Lieux de compétition
Une poule du tour principal et la phase finale devait initialement se dérouler au MVM Dome de Budapest en Hongrie mais le pays a réduit son implication pour des raisons financières et c'est finalement la Wiener Stadthalle de Vienne en Autriche qui accueille ces matchs.
| Innsbruck, Autriche      | Localisation | Vienne, Autriche        |
| Olympiahalle             | [[Fichier:Central Europe location map.svg\|600px\|{{#if:\|{{{alt}}}\|Championnat d'Europe féminin de handball 2024 est dans la page Europe centrale.]]Innsbruck Bâle Debrecen Vienne | Wiener Stadthalle       |
| Capacité : 8 000 places  | [[Fichier:Central Europe location map.svg\|600px\|{{#if:\|{{{alt}}}\|Championnat d'Europe féminin de handball 2024 est dans la page Europe centrale.]]Innsbruck Bâle Debrecen Vienne | Capacité : 6 500 places |
| Groupes E, F             | [[Fichier:Central Europe location map.svg\|600px\|{{#if:\|{{{alt}}}\|Championnat d'Europe féminin de handball 2024 est dans la page Europe centrale.]]Innsbruck Bâle Debrecen Vienne | Groupe II, phase finale |
|                          | [[Fichier:Central Europe location map.svg\|600px\|{{#if:\|{{{alt}}}\|Championnat d'Europe féminin de handball 2024 est dans la page Europe centrale.]]Innsbruck Bâle Debrecen Vienne |                         |
| Bâle, Suisse             | [[Fichier:Central Europe location map.svg\|600px\|{{#if:\|{{{alt}}}\|Championnat d'Europe féminin de handball 2024 est dans la page Europe centrale.]]Innsbruck Bâle Debrecen Vienne | Debrecen, Hongrie       |
| Halle Saint-Jacques      | [[Fichier:Central Europe location map.svg\|600px\|{{#if:\|{{{alt}}}\|Championnat d'Europe féminin de handball 2024 est dans la page Europe centrale.]]Innsbruck Bâle Debrecen Vienne | Főnix Aréna             |
| Capacité : 12 000 places | [[Fichier:Central Europe location map.svg\|600px\|{{#if:\|{{{alt}}}\|Championnat d'Europe féminin de handball 2024 est dans la page Europe centrale.]]Innsbruck Bâle Debrecen Vienne | Capacité : 6 500 places |
| Groupes C, D             | [[Fichier:Central Europe location map.svg\|600px\|{{#if:\|{{{alt}}}\|Championnat d'Europe féminin de handball 2024 est dans la page Europe centrale.]]Innsbruck Bâle Debrecen Vienne | Groupes A, B, I         |
|                          | [[Fichier:Central Europe location map.svg\|600px\|{{#if:\|{{{alt}}}\|Championnat d'Europe féminin de handball 2024 est dans la page Europe centrale.]]Innsbruck Bâle Debrecen Vienne |                         |

### Qualifications
Les équipes des pays hôtes (Autriche, Hongrie, Suisse) sont qualifiés d'office ainsi que le tenant du titre, la Norvège.
31 équipes se sont inscrites pour participer et concourent pour 20 places au tournoi final. La Grande-Bretagne se retire tardivement, ce qui aurait été la 32e équipe. Les équipes seront réparties en sept groupes de quatre et un groupe de trois équipes. Les deux premières équipes de chaque groupe se qualifient pour la phase finale. Les quatre équipes classées troisièmes les mieux classées seront également qualifiées, sans compter les matchs contre les équipes classées quatrièmes.
Du fait de l'invasion de l'Ukraine, la Biélorussie et la Russie ne participent pas à cette phase de qualification et sont, avec la Lituanie, les seules équipes non qualifiées ayant déjà participé à une édition précédente.
Ainsi, les équipes qualifiées ainsi que leurs résultats aux différentes éditions du Championnat d'Europe de 1994 à 2022 sont :
| Pays              | Qualifié en tant que              | Date de la qualification | Apparitions précédentes | Apparitions précédentes    | Apparitions précédentes    | Apparitions précédentes    | Apparitions précédentes   | Apparitions précédentes    | Apparitions précédentes    | Apparitions précédentes    | Apparitions précédentes   | Apparitions précédentes    | Apparitions précédentes    | Apparitions précédentes    | Apparitions précédentes    | Apparitions précédentes    | Apparitions précédentes    | Apparitions précédentes    |
| Pays              | Qualifié en tant que              | Date de la qualification | Part.                   | 94                         | 96                         | 98                         | 00                        | 02                         | 04                         | 06                         | 08                        | 10                         | 12                         | 14                         | 16                         | 18                         | 20                         | 22                         |
| ----------------- | --------------------------------- | ------------------------ | ----------------------- | -------------------------- | -------------------------- | -------------------------- | ------------------------- | -------------------------- | -------------------------- | -------------------------- | ------------------------- | -------------------------- | -------------------------- | -------------------------- | -------------------------- | -------------------------- | -------------------------- | -------------------------- |
| Autriche          | Pays co-organisateur              | 25 janvier 2022          | 8                       | 9                          | Médaille de bronze, Europe | 4                          | 12                        | 9                          | 10                         | 10                         | 15                        | -                          | -                          | -                          | -                          | -                          | -                          | -                          |
| Hongrie           | Pays co-organisateur              | 25 janvier 2022          | 15 (1)                  | 4                          | 10                         | Médaille de bronze, Europe | Médaille d'or, Europe     | 5                          | Médaille de bronze, Europe | 5                          | 8                         | 10                         | Médaille de bronze, Europe | 6                          | 12                         | 7                          | 10                         | 10                         |
| Suisse            | Pays co-organisateur              | 25 janvier 2022          | 1                       | -                          | -                          | -                          | -                         | -                          | -                          | -                          | -                         | -                          | -                          | -                          | -                          | -                          | -                          | 14                         |
| Norvège           | Tenant du titre                   | 20 décembre 2020         | 15 (9)                  | Médaille de bronze, Europe | Médaille d'argent, Europe  | Médaille d'or, Europe      | 6                         | Médaille d'argent, Europe  | Médaille d'or, Europe      | Médaille d'or, Europe      | Médaille d'or, Europe     | Médaille d'or, Europe      | Médaille d'argent, Europe  | Médaille d'or, Europe      | Médaille d'or, Europe      | 5                          | Médaille d'or, Europe      | Médaille d'or, Europe      |
| Danemark          | Groupe 8 (en)                     | 28 février 2024          | 15 (3)                  | Médaille d'or, Europe      | Médaille d'or, Europe      | Médaille d'argent, Europe  | 10                        | Médaille d'or, Europe      | Médaille d'argent, Europe  | 11                         | 11                        | 4                          | 5                          | 7                          | 4                          | 8                          | 4                          | Médaille d'argent, Europe  |
| Suède             | Groupe 7 (en)                     | 2 mars 2024              | 13                      | 7                          | 8                          | -                          | -                         | 15                         | 14                         | 6                          | 9                         | Médaille d'argent, Europe  | 8                          | Médaille de bronze, Europe | 8                          | 6                          | 11                         | 5                          |
| Pays-Bas          | Groupe 3 (en)                     | 3 mars 2024              | 9                       | -                          | -                          | 10                         | -                         | 14                         | -                          | 15                         | -                         | 8                          | -                          | 8                          | Médaille d'argent, Europe  | Médaille de bronze, Europe | 6                          | 6                          |
| Roumanie          | Groupe 1 (en)                     | 3 mars 2024              | 14                      | 10                         | 5                          | 11                         | 4                         | 7                          | 7                          | -                          | 5                         | Médaille de bronze, Europe | 10                         | 9                          | 5                          | 4                          | 12                         | 11                         |
| France            | Groupe 4 (en)                     | 3 mars 2024              | 12 (1)                  | -                          | -                          | -                          | 5                         | Médaille de bronze, Europe | 11                         | Médaille de bronze, Europe | 14                        | 5                          | 9                          | 5                          | Médaille de bronze, Europe | Médaille d'or, Europe      | Médaille d'argent, Europe  | 4                          |
| Espagne           | Groupe 5 (en)                     | 3 mars 2024              | 12                      | -                          | -                          | 12                         | -                         | 13                         | 8                          | 9                          | Médaille d'argent, Europe | 11                         | 11                         | Médaille d'argent, Europe  | 11                         | 12                         | 9                          | 9                          |
| Monténégro        | Groupe 6 (en)                     | 3 mars 2024              | 7 (1)                   | -                          | -                          | -                          | -                         | -                          | -                          | -                          | -                         | 6                          | Médaille d'or, Europe      | 4                          | 13                         | 9                          | 8                          | Médaille de bronze, Europe |
| Croatie           | Groupe 1 (en)                     | 3 avril 2024             | 12                      | 5                          | 6                          | -                          | -                         | -                          | 13                         | 7                          | 6                         | 9                          | 13                         | 13                         | 16                         | 16                         | Médaille de bronze, Europe | 12                         |
| Macédoine du Nord | Groupe 5 (en)                     | 3 avril 2024             | 6                       | -                          | -                          | 8                          | 8                         | -                          | -                          | 12                         | 7                         | -                          | 16                         | -                          | -                          | -                          | -                          | 16                         |
| Allemagne         | Groupe 2 (en)                     | 4 avril 2024             | 15                      | Médaille d'argent, Europe  | 4                          | 6                          | 9                         | 11                         | 5                          | 4                          | 4                         | 13                         | 7                          | 10                         | 6                          | 10                         | 7                          | 7                          |
| Ukraine           | Groupe 2 (en)                     | 7 avril 2024             | 11                      | 11                         | 9                          | 7                          | Médaille d'argent, Europe | 12                         | 6                          | 13                         | 10                        | 12                         | 14                         | 16                         | -                          | -                          | -                          | -                          |
| Tchéquie          | Groupe 3 (en)                     | 7 avril 2024             | 7                       | 8                          | -                          | -                          | -                         | 8                          | 15                         | -                          | -                         | -                          | 12                         | -                          | 10                         | 15                         | 15                         | -                          |
| Slovénie          | Groupe 4 (en)                     | 7 avril 2024             | 8                       | -                          | -                          | -                          | -                         | 10                         | 9                          | 16                         | -                         | 16                         | -                          | -                          | 14                         | 13                         | 16                         | 8                          |
| Serbie            | Groupe 6 (en)                     | 7 avril 2024             | 9                       | -                          | -                          | -                          | 7                         | 6                          | 12                         | 14                         | 13                        | 14                         | 4                          | 15                         | 9                          | 11                         | 13                         | 15                         |
| Islande           | Groupe 7 (en)                     | 7 avril 2024             | 2                       | -                          | -                          | -                          | -                         | -                          | -                          | -                          | -                         | 15                         | 15                         | -                          | -                          | -                          | -                          | -                          |
| Pologne           | Groupe 8 (en)                     | 7 avril 2024             | 8                       | -                          | 11                         | 5                          | -                         | -                          | -                          | 8                          | -                         | -                          | -                          | 11                         | 15                         | 14                         | 14                         | 13                         |
| Turquie           | Meilleur troisième de groupe (en) | 7 avril 2024             | 0                       | -                          | -                          | -                          | -                         | -                          | -                          | -                          | -                         | -                          | -                          | -                          | -                          | -                          | -                          | -                          |
| Slovaquie         | Meilleur troisième de groupe (en) | 7 avril 2024             | 2                       | 12                         | -                          | -                          | -                         | -                          | -                          | -                          | -                         | -                          | -                          | 12                         | -                          | -                          | -                          | -                          |
| Portugal          | Meilleur troisième de groupe (en) | 7 avril 2024             | 1                       | -                          | -                          | -                          | -                         | -                          | -                          | -                          | -                         | -                          | -                          | -                          | -                          | -                          | -                          | -                          |
| Îles Féroé        | Meilleur troisième de groupe (en) | 7 avril 2024             | 0                       | -                          | -                          | -                          | -                         | -                          | -                          | -                          | -                         | -                          | -                          | -                          | -                          | -                          | -                          | -                          |

### Tirage au sort
Le tirage au sort pour la composition des poules a eu lieu le 20 avril 2023.
| Pot 1                                                               | Pot 2                                                                         | Pot 3                                                            | Pot 4                                                                       |
| ------------------------------------------------------------------- | ----------------------------------------------------------------------------- | ---------------------------------------------------------------- | --------------------------------------------------------------------------- |
| France Danemark Allemagne Pays-Bas Suède Espagne Monténégro Croatie | Roumanie Slovénie Serbie Pologne Tchéquie Macédoine du Nord Slovaquie Islande | Portugal Ukraine Turquie Italie Îles Féroé Lituanie Grèce Kosovo | Israël Finlande Luxembourg Bosnie-Herzégovine Lettonie Azerbaïdjan Bulgarie |

### Modalités et calendrier
Les 24 équipes qualifiées sont réparties en 6 groupes de 4 équipes. Le tour préliminaire se déroule du 28 novembre au 3 décembre et les deux meilleures équipes de chaque groupe sont qualifiées pour le tour principal principal qui se joue en deux groupes du 5 au 11 décembre. Les deux meilleures équipes de chaque groupe du tour principal se qualifient pour les demi-finales qui se jouent à Budapest le 13 décembre. Les deux troisièmes jouent le match pour la 5e place le même jour.
Enfin, la finale et le match pour la 3e place ont lieu le dimanche 15 décembre à Vienne.
Lors des phases de groupes, les critères suivants sont utilisés pour départager les équipes en cas d'égalité du nombre de points :
1. Nombre de points obtenus entre les équipes en question ;
2. Différence de buts dans les matchs entre les équipes en question ;
3. Nombre de buts marqués dans les matchs entre les équipes en question ;
4. Différence de buts dans l'ensemble des matchs du groupe ;
5. Nombre de buts marqués dans l'ensemble des matchs du groupe ;
6. Le cas échéant, tirage au sort.

### Arbitres
La liste des paires d'arbitres a été dévoilée par l'EHF le 2 juillet 2024:
- Radojko Brkić et Andrei Jusufhodžić
- Vesna Balvan et Tatjana Praštalo
- Georgi Doychinov et Yulian Goretsov
- Line Hansen et Josefine Jensen
- Javier Álvarez et Ion Bustamante
- Yann Carmaux et Julien Mursch
- Kristóf Altmár et Márton Horváth
- Gianna Merisi et Andrea Pepe
- Tomas Barysas et Povilas Petrušis
- Igor Covalciuc et Alexei Covalciuc
- Anđelina Kažanegra et Jelena Vujačić
- Eskil Braseth et Leif Sundet
- William Weijmans et Rick Wolbertus
- Małgorzata Lidacka et Urszula Lesiak
- Cristina Lovin et Simona Stancu
- Vanja Antić et Jelena Jakovljević
- Ozren Backović et Mirko Palačković
- Marina Duplii et Olena Pobedrina

### Effectifs
Chaque équipe est composée de 20 joueuses parmi lesquelles 16 joueuses sont retenues le jour de chaque match. Au maximum 6 joueuses (2 au tour préliminaire, 2 au tour principal et 2 en phase finale) peuvent être remplacées durant le tournoi parmi la liste des 35 joueuses transmises à l'EHF fin octobre 2024.
Les effectifs des équipes sont donnés en fin d'article.

### Tirage au sort
Les pots pour le tirage au sort ont été annoncés le 8 avril 2024 et ont été constitués simplement à partir du classement final du Championnat d'Europe 2022.
Le tirage au sort a eu lieu le 18 avril 2024 à Vienne.

## Tour préliminaire
- Qualifié pour le tour principal.
- Éliminé.
- T : Tenant du titre.
- PO : Pays organisateur.
- En gras : Équipe qualifiée pour le tour principal.

### Groupe A
|   | Équipe            | Pts | J | G | N | P | Bp  | Bc  | Diff |
| - | ----------------- | --- | - | - | - | - | --- | --- | ---- |
| 1 | Hongrie PO        | 6   | 3 | 3 | 0 | 0 | 91  | 68  | 23   |
| 2 | Suède             | 4   | 3 | 2 | 0 | 1 | 100 | 69  | 31   |
| 3 | Macédoine du Nord | 1   | 3 | 0 | 1 | 2 | 62  | 82  | -20  |
| 4 | Turquie           | 1   | 3 | 0 | 1 | 2 | 68  | 102 | -34  |

| 28 novembre 2024 18h00 | Hongrie                 | 30 – 24 | Turquie | Főnix Aréna, Debrecen Arbitrage : Balvan, Prastalo |
| 28 novembre 2024 18h00 | Győri-Lukács, Klujber 6 | (13-8)  | İskit 5 | Főnix Aréna, Debrecen Arbitrage : Balvan, Prastalo |
| 28 novembre 2024 18h00 | ×1                      | Rapport | ×2      | Főnix Aréna, Debrecen Arbitrage : Balvan, Prastalo |

| 28 novembre 2024 20h30 | Suède    | 28 – 18 | Macédoine du Nord | Főnix Aréna, Debrecen Arbitrage : Dupill, Pobedrina |
| 28 novembre 2024 20h30 | Hagman 9 | (15-7)  | quatre joueuses 3 | Főnix Aréna, Debrecen Arbitrage : Dupill, Pobedrina |
| 28 novembre 2024 20h30 | ×2       | Rapport | ×5                | Főnix Aréna, Debrecen Arbitrage : Dupill, Pobedrina |

| 30 novembre 2024 18h00 | Suède     | 25 – 32   | Hongrie   | Főnix Aréna, Debrecen Arbitrage : Weijmans, Wolbertus |
| 30 novembre 2024 18h00 | Carlson 6 | (13 - 16) | Klujber 8 | Főnix Aréna, Debrecen Arbitrage : Weijmans, Wolbertus |
| 30 novembre 2024 18h00 | ×2        | Rapport   | ×5        | Főnix Aréna, Debrecen Arbitrage : Weijmans, Wolbertus |

| 30 novembre 2024 20h30 | Macédoine du Nord | 25 – 25  | Turquie    | Főnix Aréna, Debrecen Arbitrage : Braseth, Sundet |
| 30 novembre 2024 20h30 | Ristovska 8       | (12 -15) | Gökdemir 7 | Főnix Aréna, Debrecen Arbitrage : Braseth, Sundet |
| 30 novembre 2024 20h30 | ×5                | Rapport  | ×2         | Főnix Aréna, Debrecen Arbitrage : Braseth, Sundet |

| 2 décembre 2024 18h00 | Macédoine du Nord | 19 – 29   | Hongrie            | Főnix Aréna, Debrecen Arbitrage : Hansen, Jensen |
| 2 décembre 2024 18h00 | Ristovska 6       | (10 - 11) | Szöllősi-Schatzl 6 | Főnix Aréna, Debrecen Arbitrage : Hansen, Jensen |
| 2 décembre 2024 18h00 | ×5                | Rapport   | ×4                 | Főnix Aréna, Debrecen Arbitrage : Hansen, Jensen |

| 2 décembre 2024 20h30 | Turquie          | 19 – 47   | Suède     | Főnix Aréna, Debrecen Arbitrage : Brkić, Jusufhodžić |
| 2 décembre 2024 20h30 | trois joueuses 3 | (12 - 25) | Hagman 11 | Főnix Aréna, Debrecen Arbitrage : Brkić, Jusufhodžić |
| 2 décembre 2024 20h30 | ×3 ×1            | Rapport   | ×4        | Főnix Aréna, Debrecen Arbitrage : Brkić, Jusufhodžić |

### Groupe B
|   | Équipe     | Pts | J | G | N | P | Bp | Bc | Diff |
| - | ---------- | --- | - | - | - | - | -- | -- | ---- |
| 1 | Monténégro | 6   | 3 | 3 | 0 | 0 | 79 | 64 | 15   |
| 2 | Roumanie   | 4   | 3 | 2 | 0 | 1 | 81 | 80 | 1    |
| 3 | Tchéquie   | 2   | 3 | 1 | 0 | 2 | 76 | 81 | -5   |
| 4 | Serbie     | 0   | 3 | 0 | 0 | 3 | 67 | 78 | -11  |

| 29 novembre 2024 18h00 | Roumanie  | 29 – 28   | Tchéquie     | Főnix Aréna, Debrecen Arbitrage : Brkić, Jusufhodžić |
| 29 novembre 2024 18h00 | Bazaliu 9 | (11 - 13) | Cholevová 11 | Főnix Aréna, Debrecen Arbitrage : Brkić, Jusufhodžić |
| 29 novembre 2024 18h00 | ×2        | Rapport   | ×1           | Főnix Aréna, Debrecen Arbitrage : Brkić, Jusufhodžić |

| 29 novembre 2024 20h30 | Monténégro  | 24 – 18 | Serbie    | Főnix Aréna, Debrecen Arbitrage : I. Covalciuc, A. Covalciuc |
| 29 novembre 2024 20h30 | Jauković 11 | (11-8)  | Jovović 7 | Főnix Aréna, Debrecen Arbitrage : I. Covalciuc, A. Covalciuc |
| 29 novembre 2024 20h30 | ×7          | Rapport | ×2        | Főnix Aréna, Debrecen Arbitrage : I. Covalciuc, A. Covalciuc |

| 1er décembre 2024 18h00 | Monténégro | 27 – 25   | Roumanie      | Főnix Aréna, Debrecen Arbitrage : Backović, Palačković |
| 1er décembre 2024 18h00 | Mugoša 8   | (16 - 12) | Seraficeanu 6 | Főnix Aréna, Debrecen Arbitrage : Backović, Palačković |
| 1er décembre 2024 18h00 | ×1 ×4      | Rapport   | ×2 ×4         | Főnix Aréna, Debrecen Arbitrage : Backović, Palačković |

| 1er décembre 2024 20h30 | Serbie       | 24 – 27   | Tchéquie               | Főnix Aréna, Debrecen Arbitrage : Barysas, Petrušis |
| 1er décembre 2024 20h30 | Janjušević 9 | (13 - 14) | Cholevová, Jeřábková 8 | Főnix Aréna, Debrecen Arbitrage : Barysas, Petrušis |
| 1er décembre 2024 20h30 | ×1           | Rapport   | ×3 ×1                  | Főnix Aréna, Debrecen Arbitrage : Barysas, Petrušis |

| 3 décembre 2024 18h00 | Serbie       | 25 – 27   | Roumanie              | Főnix Aréna, Debrecen Arbitrage : Braseth, Sundet |
| 3 décembre 2024 18h00 | Janjušević 7 | (16 - 13) | Seraficeanu, Stoica 5 | Főnix Aréna, Debrecen Arbitrage : Braseth, Sundet |
| 3 décembre 2024 18h00 | ×7           | Rapport   | ×1 ×4                 | Főnix Aréna, Debrecen Arbitrage : Braseth, Sundet |

| 3 décembre 2024 20h30 | Tchéquie              | 21 – 28  | Monténégro | Főnix Aréna, Debrecen Arbitrage : Weijmans, Wolbertus |
| 3 décembre 2024 20h30 | Franková, Jeřábková 4 | (4 - 12) | Jauković 8 | Főnix Aréna, Debrecen Arbitrage : Weijmans, Wolbertus |
| 3 décembre 2024 20h30 | ×1 ×6                 | Rapport  | ×5 ×1      | Főnix Aréna, Debrecen Arbitrage : Weijmans, Wolbertus |

### Groupe C
|   | Équipe   | Pts | J | G | N | P | Bp | Bc | Diff |
| - | -------- | --- | - | - | - | - | -- | -- | ---- |
| 1 | France   | 6   | 3 | 3 | 0 | 0 | 87 | 60 | 27   |
| 2 | Pologne  | 4   | 3 | 2 | 0 | 1 | 70 | 79 | -9   |
| 3 | Espagne  | 2   | 3 | 1 | 0 | 2 | 75 | 74 | 1    |
| 4 | Portugal | 0   | 3 | 0 | 0 | 3 | 61 | 80 | -19  |

| 28 novembre 2024 18h00 | Espagne  | 30 – 24 | Portugal  | Halle Saint-Jacques, Bâle Arbitrage : Backović, Palačković |
| 28 novembre 2024 18h00 | Campos 8 | (12-12) | Resende 8 | Halle Saint-Jacques, Bâle Arbitrage : Backović, Palačković |
| 28 novembre 2024 18h00 | ×2       | Rapport | ×1 ×3     | Halle Saint-Jacques, Bâle Arbitrage : Backović, Palačković |

| 28 novembre 2024 20h30 | France     | 35 – 22 | Pologne      | Halle Saint-Jacques, Bâle Arbitrage : Hansen, Jensen |
| 28 novembre 2024 20h30 | Coatanea 5 | (18-10) | Uścinowicz 4 | Halle Saint-Jacques, Bâle Arbitrage : Hansen, Jensen |
| 28 novembre 2024 20h30 | ×1         | Rapport | ×1 ×4        | Halle Saint-Jacques, Bâle Arbitrage : Hansen, Jensen |

| 30 novembre 2024 15h30 | Pologne      | 22 – 21   | Portugal | Halle Saint-Jacques, Bâle Arbitrage : Doychinov, Goretsov |
| 30 novembre 2024 15h30 | Kobylińska 7 | (11 - 10) | Lopes 5  | Halle Saint-Jacques, Bâle Arbitrage : Doychinov, Goretsov |
| 30 novembre 2024 15h30 | ×2 ×4        | Rapport   | ×1 ×6    | Halle Saint-Jacques, Bâle Arbitrage : Doychinov, Goretsov |

| 30 novembre 2024 18h00 | France      | 24 – 22   | Espagne      | Halle Saint-Jacques, Bâle Arbitrage : Merisi, Pepe |
| 30 novembre 2024 18h00 | Valentini 6 | (10 - 11) | So Delgado 9 | Halle Saint-Jacques, Bâle Arbitrage : Merisi, Pepe |
| 30 novembre 2024 18h00 | ×1 ×3       | Rapport   | ×1 ×3        | Halle Saint-Jacques, Bâle Arbitrage : Merisi, Pepe |

| 2 décembre 2024 18h00 | Pologne  | 26 – 23   | Espagne           | Halle Saint-Jacques, Bâle Arbitrage : I. Covalciuc, A. Covalciuc |
| 2 décembre 2024 18h00 | Rosiak 6 | (14 - 12) | Erauskin, Vegué 6 | Halle Saint-Jacques, Bâle Arbitrage : I. Covalciuc, A. Covalciuc |
| 2 décembre 2024 18h00 | ×8 ×1    | Rapport   | ×1                | Halle Saint-Jacques, Bâle Arbitrage : I. Covalciuc, A. Covalciuc |

| 2 décembre 2024 20h30 | Portugal   | 16 – 28  | France              | Halle Saint-Jacques, Bâle Arbitrage : Duplii, Pobedrina |
| 2 décembre 2024 20h30 | Sequeira 4 | (8 - 16) | Bouktit, Toublanc 5 | Halle Saint-Jacques, Bâle Arbitrage : Duplii, Pobedrina |
| 2 décembre 2024 20h30 | ×1         | Rapport  | ×2                  | Halle Saint-Jacques, Bâle Arbitrage : Duplii, Pobedrina |

### Groupe D
|   | Équipe     | Pts | J | G | N | P | Bp  | Bc | Diff |
| - | ---------- | --- | - | - | - | - | --- | -- | ---- |
| 1 | Danemark   | 6   | 3 | 3 | 0 | 0 | 102 | 80 | 22   |
| 2 | Suisse PO  | 4   | 3 | 2 | 0 | 1 | 84  | 82 | 2    |
| 3 | Îles Féroé | 1   | 3 | 0 | 1 | 2 | 66  | 78 | -12  |
| 4 | Croatie    | 1   | 3 | 0 | 1 | 2 | 65  | 77 | -12  |

| 29 novembre 2024 18h00 | Suisse     | 28 – 25  | Îles Féroé            | Halle Saint-Jacques, Bâle Arbitrage : Barysas, Petrušis |
| 29 novembre 2024 18h00 | Gautschi 8 | (13 - 7) | Brandenborg, Mittún 7 | Halle Saint-Jacques, Bâle Arbitrage : Barysas, Petrušis |
| 29 novembre 2024 18h00 | ×2         | Rapport  | ×4                    | Halle Saint-Jacques, Bâle Arbitrage : Barysas, Petrušis |

| 29 novembre 2024 20h30 | Danemark | 34 – 26 | Croatie    | Halle Saint-Jacques, Bâle Arbitrage : Lidacka, Lesiak |
| 29 novembre 2024 20h30 | Møller 7 | (16-13) | Pavlović 6 | Halle Saint-Jacques, Bâle Arbitrage : Lidacka, Lesiak |
| 29 novembre 2024 20h30 | Rapport  |         |            | Halle Saint-Jacques, Bâle Arbitrage : Lidacka, Lesiak |

| 1er décembre 2024 15h30 | Croatie | 17 – 17 | Îles Féroé          | Halle Saint-Jacques, Bâle Arbitrage : Doychinov, Goretsov |
| 1er décembre 2024 15h30 | Ježić 5 | (9 - 8) | Mittún, Samuelsen 5 | Halle Saint-Jacques, Bâle Arbitrage : Doychinov, Goretsov |
| 1er décembre 2024 15h30 | ×3 ×1   | Rapport | ×2 ×1               | Halle Saint-Jacques, Bâle Arbitrage : Doychinov, Goretsov |

| 1er décembre 2024 18h00 | Danemark | 35 – 30   | Suisse   | Halle Saint-Jacques, Bâle Arbitrage : Merisi, Pepe |
| 1er décembre 2024 18h00 | Friis 9  | (19 - 15) | Schmid 8 | Halle Saint-Jacques, Bâle Arbitrage : Merisi, Pepe |
| 1er décembre 2024 18h00 | ×1 ×3    | Rapport   | ×1 ×2    | Halle Saint-Jacques, Bâle Arbitrage : Merisi, Pepe |

| 3 décembre 2024 18h00 | Îles Féroé     | 24 – 33  | Danemark     | Halle Saint-Jacques, Bâle Arbitrage : Altmár, Horváth |
| 3 décembre 2024 18h00 | Brandenborg 10 | (8 - 15) | Østergaard 5 | Halle Saint-Jacques, Bâle Arbitrage : Altmár, Horváth |
| 3 décembre 2024 18h00 | ×1 ×2 ×1       | Rapport  | ×4           | Halle Saint-Jacques, Bâle Arbitrage : Altmár, Horváth |

| 3 décembre 2024 20h30 | Croatie           | 22 – 26   | Suisse            | Halle Saint-Jacques, Bâle Arbitrage : Carmaux, Mursch |
| 3 décembre 2024 20h30 | Barišić, Birtić 5 | (10 - 16) | Baumann, Schmid 6 | Halle Saint-Jacques, Bâle Arbitrage : Carmaux, Mursch |
| 3 décembre 2024 20h30 | ×4                | Rapport   | ×2                | Halle Saint-Jacques, Bâle Arbitrage : Carmaux, Mursch |

### Groupe E
|   | Équipe      | Pts | J | G | N | P | Bp  | Bc  | Diff |
| - | ----------- | --- | - | - | - | - | --- | --- | ---- |
| 1 | Norvège T   | 6   | 3 | 3 | 0 | 0 | 109 | 65  | 44   |
| 2 | Slovénie    | 4   | 3 | 2 | 0 | 1 | 88  | 81  | 7    |
| 3 | Autriche PO | 2   | 3 | 1 | 0 | 2 | 85  | 87  | -2   |
| 4 | Slovaquie   | 0   | 3 | 0 | 0 | 3 | 63  | 112 | -49  |

| 28 novembre 2024 18h00 | Autriche            | 37 – 24 | Slovaquie | Olympiahalle, Innsbruck Arbitrage : Lovin, Stancu |
| 28 novembre 2024 18h00 | Ivančok, Reichert 8 | (17-11) | Lancz 9   | Olympiahalle, Innsbruck Arbitrage : Lovin, Stancu |
| 28 novembre 2024 18h00 | ×6                  | Rapport | ×1        | Olympiahalle, Innsbruck Arbitrage : Lovin, Stancu |

| 28 novembre 2024 20h30 | Norvège   | 33 – 26 | Slovénie | Olympiahalle, Innsbruck Arbitrage : Carmaux, Mursch |
| 28 novembre 2024 20h30 | Reistad 9 | (16-11) | Stanko 7 | Olympiahalle, Innsbruck Arbitrage : Carmaux, Mursch |
| 28 novembre 2024 20h30 | ×1 ×4     | Rapport | ×4       | Olympiahalle, Innsbruck Arbitrage : Carmaux, Mursch |

| 30 novembre 2024 18h00 | Norvège    | 38 – 24   | Autriche         | Olympiahalle, Innsbruck Arbitrage : Vujačić, Kažanegra |
| 30 novembre 2024 18h00 | Breistøl 6 | (23 - 14) | trois joueuses 4 | Olympiahalle, Innsbruck Arbitrage : Vujačić, Kažanegra |
| 30 novembre 2024 18h00 | ×4         | Rapport   | ×2               | Olympiahalle, Innsbruck Arbitrage : Vujačić, Kažanegra |

| 30 novembre 2024 20h30 | Slovénie | 37 – 24   | Slovaquie    | Olympiahalle, Innsbruck Arbitrage : Antić, Jakovljević |
| 30 novembre 2024 20h30 | Stanko 9 | (18 - 10) | Šutranová 11 | Olympiahalle, Innsbruck Arbitrage : Antić, Jakovljević |
| 30 novembre 2024 20h30 | ×8       | Rapport   | ×7           | Olympiahalle, Innsbruck Arbitrage : Antić, Jakovljević |

| 2 décembre 2024 18h00 | Slovénie | 25 – 24   | Autriche   | Olympiahalle, Innsbruck Arbitrage : Álvarez, Bustamante |
| 2 décembre 2024 18h00 | Stanko 8 | (13 - 13) | Reichert 9 | Olympiahalle, Innsbruck Arbitrage : Álvarez, Bustamante |
| 2 décembre 2024 18h00 | ×1 ×3    | Rapport   | ×1 ×3      | Olympiahalle, Innsbruck Arbitrage : Álvarez, Bustamante |

| 2 décembre 2024 20h30 | Slovaquie   | 15 – 38  | Norvège  | Olympiahalle, Innsbruck Arbitrage : Lidacka, Lesiak |
| 2 décembre 2024 20h30 | Šutranová 5 | (8 - 25) | Herrem 8 | Olympiahalle, Innsbruck Arbitrage : Lidacka, Lesiak |
| 2 décembre 2024 20h30 | ×1          | Rapport  | ×3       | Olympiahalle, Innsbruck Arbitrage : Lidacka, Lesiak |

### Groupe F
|   | Équipe    | Pts | J | G | N | P | Bp | Bc  | Diff |
| - | --------- | --- | - | - | - | - | -- | --- | ---- |
| 1 | Pays-Bas  | 6   | 3 | 3 | 0 | 0 | 99 | 70  | 29   |
| 2 | Allemagne | 4   | 3 | 2 | 0 | 1 | 82 | 65  | 17   |
| 3 | Islande   | 2   | 3 | 1 | 0 | 2 | 71 | 81  | -10  |
| 4 | Ukraine   | 0   | 3 | 0 | 0 | 3 | 64 | 100 | -36  |

| 29 novembre 2024 18h00 | Pays-Bas         | 27 – 25   | Islande         | Olympiahalle, Innsbruck Arbitrage : Altmár, Horváth |
| 29 novembre 2024 18h00 | trois joueuses 5 | (12 - 12) | Albertsdóttir 8 | Olympiahalle, Innsbruck Arbitrage : Altmár, Horváth |
| 29 novembre 2024 18h00 | ×5               | Rapport   | ×1 ×2           | Olympiahalle, Innsbruck Arbitrage : Altmár, Horváth |

| 29 novembre 2024 20h30 | Allemagne   | 30 – 17 | Ukraine    | Olympiahalle, Innsbruck Arbitrage : Antić, Jakovljević |
| 29 novembre 2024 20h30 | Grijseels 6 | (15-9)  | Horilska 4 | Olympiahalle, Innsbruck Arbitrage : Antić, Jakovljević |
| 29 novembre 2024 20h30 | ×6          | Rapport | ×1 ×5      | Olympiahalle, Innsbruck Arbitrage : Antić, Jakovljević |

| 1er décembre 2024 18h00 | Pays-Bas   | 29 – 22   | Allemagne   | Olympiahalle, Innsbruck Arbitrage : Álvarez, Bustamante |
| 1er décembre 2024 18h00 | Housheer 7 | (15 - 14) | Grijseels 5 | Olympiahalle, Innsbruck Arbitrage : Álvarez, Bustamante |
| 1er décembre 2024 18h00 | ×1 ×4      | Rapport   | ×1 ×4       | Olympiahalle, Innsbruck Arbitrage : Álvarez, Bustamante |

| 1er décembre 2024 20h30 | Islande         | 27 – 24  | Ukraine    | Olympiahalle, Innsbruck Arbitrage : Lovin, Stancu |
| 1er décembre 2024 20h30 | Albertsdóttir 7 | (16 - 9) | Smbatian 8 | Olympiahalle, Innsbruck Arbitrage : Lovin, Stancu |
| 1er décembre 2024 20h30 | ×6              | Rapport  | ×1 ×6      | Olympiahalle, Innsbruck Arbitrage : Lovin, Stancu |

| 3 décembre 2024 18h00 | Ukraine    | 23 – 43   | Pays-Bas | Olympiahalle, Innsbruck Arbitrage : Vujačić, Kažanegra |
| 3 décembre 2024 18h00 | Smbatian 7 | (12 - 24) | Dekker 9 | Olympiahalle, Innsbruck Arbitrage : Vujačić, Kažanegra |
| 3 décembre 2024 18h00 | ×1 ×4      | Rapport   | ×5       | Olympiahalle, Innsbruck Arbitrage : Vujačić, Kažanegra |

| 3 décembre 2024 20h30 | Islande         | 19 – 30   | Allemagne | Olympiahalle, Innsbruck Arbitrage : Praštalo, Balvan |
| 3 décembre 2024 20h30 | Albertsdóttir 6 | (10 - 14) | Engel 7   | Olympiahalle, Innsbruck Arbitrage : Praštalo, Balvan |
| 3 décembre 2024 20h30 | ×1 ×3           | Rapport   | ×2        | Olympiahalle, Innsbruck Arbitrage : Praštalo, Balvan |

## Tour principal
Les points distribués et scores réalisés lors du match qui a opposé au tour préliminaire les deux qualifiés de chaque groupe sont conservés et comptabilisés dans le classement du tour principal.
- Qualifié pour les demi-finales
- Dispute le match pour la 5e place
- Éliminé

### Groupe I
|   | Équipe     | Pts | J | G | N | P | Bp  | Bc  | Diff | Dép   |
| - | ---------- | --- | - | - | - | - | --- | --- | ---- | ----- |
| 1 | France     | 10  | 5 | 5 | 0 | 0 | 157 | 124 | 33   | /     |
| 2 | Hongrie PO | 8   | 5 | 4 | 0 | 1 | 153 | 125 | 28   | /     |
| 3 | Suède      | 4   | 5 | 2 | 0 | 3 | 133 | 137 | -4   | 2 pts |
| 4 | Monténégro | 4   | 5 | 2 | 0 | 3 | 124 | 135 | -11  | 0 pt  |
| 5 | Pologne    | 2   | 5 | 1 | 0 | 4 | 125 | 153 | -28  | 2 pts |
| 6 | Roumanie   | 2   | 5 | 1 | 0 | 4 | 128 | 145 | -17  | 0 pt  |

| 5 décembre 2024 15h30 | Suède    | 33 – 25   | Pologne      | Főnix Aréna, Debrecen Affluence : 786 Arbitrage : Antić, Jakovljević |
| 5 décembre 2024 15h30 | Hagman 9 | (17 - 15) | Kobylińska 6 | Főnix Aréna, Debrecen Affluence : 786 Arbitrage : Antić, Jakovljević |
| 5 décembre 2024 15h30 | ×4       | Rapport   | ×1 ×6        | Főnix Aréna, Debrecen Affluence : 786 Arbitrage : Antić, Jakovljević |

| 5 décembre 2024 18h00 | France      | 30 – 25  | Roumanie  | Főnix Aréna, Debrecen Arbitrage : Hansen, Jensen |
| 5 décembre 2024 18h00 | Valentini 6 | (12 - 9) | Bazaliu 6 | Főnix Aréna, Debrecen Arbitrage : Hansen, Jensen |
| 5 décembre 2024 18h00 | ×7          | Rapport  | ×1 ×5     | Főnix Aréna, Debrecen Arbitrage : Hansen, Jensen |

| 5 décembre 2024 20h30 | Hongrie   | 26 – 20   | Monténégro | Főnix Aréna, Debrecen Arbitrage : Álvarez, Bustamante |
| 5 décembre 2024 20h30 | Klujber 6 | (16 - 11) | Jauković 5 | Főnix Aréna, Debrecen Arbitrage : Álvarez, Bustamante |
| 5 décembre 2024 20h30 | ×1 ×3     | Rapport   | ×4         | Főnix Aréna, Debrecen Arbitrage : Álvarez, Bustamante |

| 6 décembre 2024 15h30 | Suède       | 23 – 25  | Roumanie  | Főnix Aréna, Debrecen Arbitrage : Weijmans, Wolbertus |
| 6 décembre 2024 15h30 | Lindqvist 5 | (8 - 12) | Bazailu 6 | Főnix Aréna, Debrecen Arbitrage : Weijmans, Wolbertus |
| 6 décembre 2024 15h30 | ×2          | Rapport  | ×1        | Főnix Aréna, Debrecen Arbitrage : Weijmans, Wolbertus |

| 6 décembre 2024 18h00 | France   | 31 – 23   | Monténégro  | Főnix Aréna, Debrecen Arbitrage : Braseth, Sundet |
| 6 décembre 2024 18h00 | Zaadi 7  | (15 - 11) | Pavićević 6 | Főnix Aréna, Debrecen Arbitrage : Braseth, Sundet |
| 6 décembre 2024 18h00 | ×1 ×5 ×1 | Rapport   | ×3          | Főnix Aréna, Debrecen Arbitrage : Braseth, Sundet |

| 6 décembre 2024 20h30 | Hongrie | 31 – 21  | Pologne  | Főnix Aréna, Debrecen Arbitrage : Brkić, Jusufhodžić |
| 6 décembre 2024 20h30 | Vámos 8 | (17 - 9) | Rosiak 4 | Főnix Aréna, Debrecen Arbitrage : Brkić, Jusufhodžić |
| 6 décembre 2024 20h30 | ×4      | Rapport  | ×5       | Főnix Aréna, Debrecen Arbitrage : Brkić, Jusufhodžić |

| 8 décembre 2024 15h30 | Monténégro | 30 – 28   | Pologne      | Főnix Aréna, Debrecen Arbitrage : Hansen, Jensen |
| 8 décembre 2024 15h30 | Jauković 8 | (14 - 14) | Kobylińska 6 | Főnix Aréna, Debrecen Arbitrage : Hansen, Jensen |
| 8 décembre 2024 15h30 | ×8 ×1      | Rapport   | ×3 ×1        | Főnix Aréna, Debrecen Arbitrage : Hansen, Jensen |

| 8 décembre 2024 18h00 | Hongrie    | 37 – 29   | Roumanie | Főnix Aréna, Debrecen Arbitrage : Antić, Jakovljević |
| 8 décembre 2024 18h00 | Klujber 10 | (20 - 15) | Ostase 6 | Főnix Aréna, Debrecen Arbitrage : Antić, Jakovljević |
| 8 décembre 2024 18h00 | ×3         | Rapport   | ×4 ×1    | Főnix Aréna, Debrecen Arbitrage : Antić, Jakovljević |

| 8 décembre 2024 20h30 | Suède            | 27 – 31   | France                | Főnix Aréna, Debrecen Arbitrage : Brkić, Jusufhodžić |
| 8 décembre 2024 20h30 | Roberts, Axnér 4 | (13 - 19) | Horacek , Nze Minko 6 | Főnix Aréna, Debrecen Arbitrage : Brkić, Jusufhodžić |
| 8 décembre 2024 20h30 | ×4               | Rapport   | ×2                    | Főnix Aréna, Debrecen Arbitrage : Brkić, Jusufhodžić |

| 10 décembre 2024 15h30 | Roumanie | 24 – 29   | Pologne         | Főnix Aréna, Debrecen Arbitrage : Braseth, Sundet |
| 10 décembre 2024 15h30 | Grozav 7 | (11 - 10) | Balsam, Nocuń 5 | Főnix Aréna, Debrecen Arbitrage : Braseth, Sundet |
| 10 décembre 2024 15h30 | ×5 ×1    | Rapport   | ×3 ×1           | Főnix Aréna, Debrecen Arbitrage : Braseth, Sundet |

| 10 décembre 2024 18h00 | Hongrie   | 27 – 30   | France             | Főnix Aréna, Debrecen Arbitrage : Weijmans, Wolbertus |
| 10 décembre 2024 18h00 | Klujber 9 | (13 - 13) | Foppa, Valentini 5 | Főnix Aréna, Debrecen Arbitrage : Weijmans, Wolbertus |
| 10 décembre 2024 18h00 | ×1        | Rapport   | ×1 ×3              | Főnix Aréna, Debrecen Arbitrage : Weijmans, Wolbertus |

| 10 décembre 2024 20h30 | Suède    | 25 – 24   | Monténégro | Főnix Aréna, Debrecen Arbitrage : Barysas, Petrušis |
| 10 décembre 2024 20h30 | Hagman 6 | (14 - 14) | Jauković 9 | Főnix Aréna, Debrecen Arbitrage : Barysas, Petrušis |
| 10 décembre 2024 20h30 | ×3       | Rapport   | ×3         | Főnix Aréna, Debrecen Arbitrage : Barysas, Petrušis |

### Groupe II
|   | Équipe    | Pts | J | G | N | P | Bp  | Bc  | Diff |
| - | --------- | --- | - | - | - | - | --- | --- | ---- |
| 1 | Norvège T | 10  | 5 | 5 | 0 | 0 | 163 | 122 | 41   |
| 2 | Danemark  | 8   | 5 | 4 | 0 | 1 | 152 | 131 | 21   |
| 3 | Pays-Bas  | 6   | 5 | 3 | 0 | 2 | 139 | 134 | 5    |
| 4 | Allemagne | 4   | 5 | 2 | 0 | 3 | 142 | 134 | 8    |
| 5 | Slovénie  | 2   | 5 | 1 | 0 | 4 | 124 | 152 | -28  |
| 6 | Suisse PO | 0   | 5 | 0 | 0 | 5 | 135 | 182 | -47  |

| 5 décembre 2024 15h30 | Suisse   | 27 – 36   | Allemagne | Wiener Stadthalle, Vienne Arbitrage : A. Covalciuc, I. Covalciuc |
| 5 décembre 2024 15h30 | Schmid 8 | (14 - 17) | Hauf 6    | Wiener Stadthalle, Vienne Arbitrage : A. Covalciuc, I. Covalciuc |
| 5 décembre 2024 15h30 | ×1       | Rapport   | ×2        | Wiener Stadthalle, Vienne Arbitrage : A. Covalciuc, I. Covalciuc |

| 5 décembre 2024 18h00 | Pays-Bas    | 26 – 22   | Slovénie | Wiener Stadthalle, Vienne Arbitrage : Barysas, Petrušis |
| 5 décembre 2024 18h00 | Malestein 6 | (14 - 10) | Stanko 7 | Wiener Stadthalle, Vienne Arbitrage : Barysas, Petrušis |
| 5 décembre 2024 18h00 | ×3 ×1       | Rapport   | ×4       | Wiener Stadthalle, Vienne Arbitrage : Barysas, Petrušis |

| 5 décembre 2024 20h30 | Danemark | 24 – 27   | Norvège             | Wiener Stadthalle, Vienne Arbitrage : Vujačić, Kažanegra |
| 5 décembre 2024 20h30 | Aagot 6  | (12 - 13) | Breistøl, Reistad 5 | Wiener Stadthalle, Vienne Arbitrage : Vujačić, Kažanegra |
| 5 décembre 2024 20h30 | ×1 ×4    | Rapport   | ×1 ×2               | Wiener Stadthalle, Vienne Arbitrage : Vujačić, Kažanegra |

| 7 décembre 2024 15h30 | Suisse               | 25 – 34   | Slovénie        | Wiener Stadthalle, Vienne Arbitrage : Praštalo, Balvan |
| 7 décembre 2024 15h30 | Emmenegger, Schmid 5 | (16 - 17) | Abina, Stanko 6 | Wiener Stadthalle, Vienne Arbitrage : Praštalo, Balvan |
| 7 décembre 2024 15h30 | ×2 ×1                | Rapport   | ×3              | Wiener Stadthalle, Vienne Arbitrage : Praštalo, Balvan |

| 7 décembre 2024 18h00 | Danemark             | 30 – 22   | Allemagne | Wiener Stadthalle, Vienne Arbitrage : Lovin, Stancu |
| 7 décembre 2024 18h00 | Hansen, Østergaard 6 | (15 - 13) | Antl 4    | Wiener Stadthalle, Vienne Arbitrage : Lovin, Stancu |
| 7 décembre 2024 18h00 | ×2                   | rapport   | ×2        | Wiener Stadthalle, Vienne Arbitrage : Lovin, Stancu |

| 7 décembre 2024 20h30 | Pays-Bas | 21 – 31  | Norvège  | Wiener Stadthalle, Vienne Arbitrage : Carmaux, Mursch |
| 7 décembre 2024 20h30 | Nüsser 5 | (9 - 15) | Herrem 6 | Wiener Stadthalle, Vienne Arbitrage : Carmaux, Mursch |
| 7 décembre 2024 20h30 | ×2       | rapport  | ×4       | Wiener Stadthalle, Vienne Arbitrage : Carmaux, Mursch |

| 9 décembre 2024 15h30 | Suisse     | 29 – 37   | Pays-Bas    | Wiener Stadthalle, Vienne Arbitrage : Vujačić, Kažanegra |
| 9 décembre 2024 15h30 | Gautschi 6 | (17 - 24) | Sprengers 7 | Wiener Stadthalle, Vienne Arbitrage : Vujačić, Kažanegra |
| 9 décembre 2024 15h30 | ×1         | rapport   | ×1 ×2 ×1    | Wiener Stadthalle, Vienne Arbitrage : Vujačić, Kažanegra |

| 9 décembre 2024 18h00 | Norvège   | 32 – 27   | Allemagne         | Wiener Stadthalle, Vienne Arbitrage : Praštalo, Balvan |
| 9 décembre 2024 18h00 | Reistad 9 | (19 - 13) | quatre joueuses 4 | Wiener Stadthalle, Vienne Arbitrage : Praštalo, Balvan |
| 9 décembre 2024 18h00 | ×3        | rapport   | ×2                | Wiener Stadthalle, Vienne Arbitrage : Praštalo, Balvan |

| 9 décembre 2024 20h30 | Danemark     | 33 – 26   | Slovénie | Wiener Stadthalle, Vienne Arbitrage : Álvarez, Bustamante |
| 9 décembre 2024 20h30 | Halilcevic 6 | (17 - 15) | Stanko 8 | Wiener Stadthalle, Vienne Arbitrage : Álvarez, Bustamante |
| 9 décembre 2024 20h30 | ×1 ×4        | rapport   | ×5       | Wiener Stadthalle, Vienne Arbitrage : Álvarez, Bustamante |

| 11 décembre 2024 15h30 | Slovénie         | 16 – 35   | Allemagne | Wiener Stadthalle, Vienne Arbitrage : Carmaux, Mursch |
| 11 décembre 2024 15h30 | trois joueuses 3 | (11 - 17) | Lott 6    | Wiener Stadthalle, Vienne Arbitrage : Carmaux, Mursch |
| 11 décembre 2024 15h30 | ×3               | rapport   | ×5        | Wiener Stadthalle, Vienne Arbitrage : Carmaux, Mursch |

| 11 décembre 2024 18h00 | Danemark | 30 – 26   | Pays-Bas    | Wiener Stadthalle, Vienne Arbitrage : A. Covalciuc, I. Covalciuc |
| 11 décembre 2024 18h00 | Hansen 7 | (15 - 13) | Housheer 10 | Wiener Stadthalle, Vienne Arbitrage : A. Covalciuc, I. Covalciuc |
| 11 décembre 2024 18h00 | ×5       | rapport   | ×4 ×1       | Wiener Stadthalle, Vienne Arbitrage : A. Covalciuc, I. Covalciuc |

| 11 décembre 2024 20h30 | Suisse   | 24 – 40  | Norvège                   | Wiener Stadthalle, Vienne Arbitrage : Lovin, Stancu |
| 11 décembre 2024 20h30 | Schmid 7 | (13 -24) | Hovden, Solberg-Isaksen 5 | Wiener Stadthalle, Vienne Arbitrage : Lovin, Stancu |
| 11 décembre 2024 20h30 | ×2       | rapport  | ×1                        | Wiener Stadthalle, Vienne Arbitrage : Lovin, Stancu |

## Phase finale
|  | Demi-finales     | Demi-finales     |                        |    | Finale           | Finale           |
|  | Demi-finales     | Demi-finales     |                        |    | Finale           | Finale           |
|  |                  |                  |                        |    |                  |                  |
|  | 13 décembre 2024 | 13 décembre 2024 |                        |    | 15 décembre 2024 | 15 décembre 2024 |
|  | 13 décembre 2024 | 13 décembre 2024 |                        |    | 15 décembre 2024 | 15 décembre 2024 |
|  | France           | 22               |                        |    | 15 décembre 2024 | 15 décembre 2024 |
|  | France           | 22               |                        |    | 15 décembre 2024 | 15 décembre 2024 |
|  | Danemark         | 24               |                        |    | 15 décembre 2024 | 15 décembre 2024 |
|  | Danemark         | 24               | Danemark               | 23 |                  |                  |
|  | 13 décembre 2024 |                  | Danemark               | 23 |                  |                  |
|  |                  | Norvège          | 31                     |    |                  |                  |
|  | Hongrie          | Norvège          | 31                     | 22 |                  |                  |
|  | Hongrie          |                  |                        | 22 |                  |                  |
|  | ' Norvège        | 30               |                        |    |                  |                  |
|  | ' Norvège        | 30               | Match pour la 3e place |    |                  |                  |
|  |                  |                  |                        |    |                  |                  |
|  | 15 décembre 2024 |                  |                        |    |                  |                  |
|  |                  |                  |                        |    |                  |                  |
|  | France           | 24               |                        |    |                  |                  |
|  | France           | 24               |                        |    |                  |                  |
|  | Hongrie          | 25               |                        |    |                  |                  |
|  | Hongrie          | 25               |                        |    |                  |                  |

### Match pour la5eplace
| 13 décembre 2024 15h00 | Suède                | 33 – 32   | Pays-Bas   | Wiener Stadthalle, Vienne Arbitrage : Balvan, Praštalo |
| 13 décembre 2024 15h00 | Lindqvist, Roberts 8 | (15 - 15) | Housheer 9 | Wiener Stadthalle, Vienne Arbitrage : Balvan, Praštalo |
| 13 décembre 2024 15h00 | ×2                   | EHF       | ×1 ×6      | Wiener Stadthalle, Vienne Arbitrage : Balvan, Praštalo |

### Demi-finales
| 13 décembre 2024 17h45 | Hongrie   | 22 – 30   | Norvège   | Wiener Stadthalle, Vienne Arbitrage : Álvarez, Bustamante |
| 13 décembre 2024 17h45 | Klujber 5 | (11 - 13) | Reistad 7 | Wiener Stadthalle, Vienne Arbitrage : Álvarez, Bustamante |
| 13 décembre 2024 17h45 | ×4        | EHF       | ×5        | Wiener Stadthalle, Vienne Arbitrage : Álvarez, Bustamante |

| 13 décembre 2024 20h30 | France  | 22 – 24   | Danemark | Wiener Stadthalle, Vienne Arbitrage : Lovin, Stancu |
| 13 décembre 2024 20h30 | Foppa 4 | (11 - 13) | Hansen 7 | Wiener Stadthalle, Vienne Arbitrage : Lovin, Stancu |
| 13 décembre 2024 20h30 | ×2      | EHF       | ×1 ×2    | Wiener Stadthalle, Vienne Arbitrage : Lovin, Stancu |

### Match pour la3eplace
| 15 décembre 2024 15h15 | France           | 24 – 25   | Hongrie   | Wiener Stadthalle, Vienne Affluence : 8 775 Arbitrage : A. & I. Covalciuc |
| 15 décembre 2024 15h15 | trois joueuses 4 | (12 - 13) | Klujber 9 | Wiener Stadthalle, Vienne Affluence : 8 775 Arbitrage : A. & I. Covalciuc |
| 15 décembre 2024 15h15 | ×3               | EHF       | ×1        | Wiener Stadthalle, Vienne Affluence : 8 775 Arbitrage : A. & I. Covalciuc |

### Finale
| 15 décembre 2024 18h00 | Danemark          | 23 – 31   | Norvège   | Wiener Stadthalle, Vienne Arbitrage : Antić, Jakovljević |
| 15 décembre 2024 18h00 | Hansen, Højlund 5 | (12 - 13) | Reistad 8 | Wiener Stadthalle, Vienne Arbitrage : Antić, Jakovljević |
| 15 décembre 2024 18h00 | ×1 ×5             | EHF       | ×1 ×2     | Wiener Stadthalle, Vienne Arbitrage : Antić, Jakovljević |

## Classement final
Le classement final est établi selon les critères suivants[réf. souhaitée] :
- Places 1 à 4 : selon les résultats de la finale et du match pour la 3e place
- Places 5 et 6 : selon le résultat du match de classement pour la 5e place
- Places 7 à 12 : les 6 dernières équipes du tour principal sont départagées selon le nombre de points marqués puis selon la différence de but dans le tour principal
- Places 13 à 18 : les 6 équipes classées troisième du tour préliminaire sont départagées selon le nombre de points marqués puis selon la différence de but.
- Places 19 à 24 : les 6 équipes classées quatrième du tour préliminaire sont départagées selon le nombre de points marqués puis selon la différence de but.

| Rang                       | Équipe            | J | G | N | P | Bp  | Bc  | Diff | Qualifications |  |
| -------------------------- | ----------------- | - | - | - | - | --- | --- | ---- | -------------- |  |
| Médaille d'or, Europe      | Norvège           | 9 | 9 | 0 | 0 | 300 | 206 | +94  | Mondial 2025   |  |
| Médaille d'argent, Europe  | Danemark          | 9 | 7 | 0 | 2 | 266 | 234 | +32  | Mondial 2025   |  |
| Médaille de bronze, Europe | Hongrie PO        | 9 | 7 | 0 | 2 | 259 | 222 | +37  | Mondial 2025   |  |
| 4                          | France            | 9 | 7 | 0 | 2 | 255 | 211 | +44  |                |  |
|                            |                   |   |   |   |   |     |     |      |                |  |
| 5                          | Suède             | 8 | 5 | 0 | 3 | 241 | 206 | +35  |                |  |
| 6                          | Pays-Bas          | 8 | 5 | 0 | 3 | 241 | 215 | +26  |                |  |
|                            |                   |   |   |   |   |     |     |      |                |  |
| 7                          | Allemagne         | 7 | 4 | 0 | 3 | 202 | 170 | +32  |                |  |
| 8                          | Monténégro        | 7 | 4 | 0 | 3 | 176 | 174 | +2   |                |  |
| 9                          | Pologne           | 7 | 3 | 0 | 4 | 186 | 200 | -14  |                |  |
| 10                         | Slovénie          | 7 | 3 | 0 | 4 | 184 | 199 | -15  |                |  |
| 11                         | Roumanie          | 7 | 3 | 0 | 4 | 173 | 197 | -24  |                |  |
| 12                         | Suisse PO         | 7 | 2 | 0 | 5 | 189 | 229 | -40  |                |  |
|                            |                   |   |   |   |   |     |     |      |                |  |
| 13                         | Espagne           | 3 | 1 | 0 | 2 | 75  | 74  | +1   |                |  |
| 14                         | Autriche PO       | 3 | 1 | 0 | 2 | 85  | 87  | -2   |                |  |
| 15                         | Tchéquie          | 3 | 1 | 0 | 2 | 76  | 81  | -5   |                |  |
| 16                         | Islande           | 3 | 1 | 0 | 2 | 71  | 81  | -10  |                |  |
| 17                         | Îles Féroé        | 3 | 0 | 1 | 2 | 66  | 78  | -12  |                |  |
| 18                         | Macédoine du Nord | 3 | 0 | 1 | 2 | 62  | 82  | -20  |                |  |
| 19                         | Croatie           | 3 | 0 | 1 | 2 | 65  | 77  | -12  |                |  |
| 20                         | Turquie           | 3 | 0 | 1 | 2 | 68  | 102 | -34  |                |  |
| 21                         | Serbie            | 3 | 0 | 0 | 3 | 67  | 78  | -11  |                |  |
| 22                         | Portugal          | 3 | 0 | 0 | 3 | 61  | 80  | -19  |                |  |
| 23                         | Ukraine           | 3 | 0 | 0 | 3 | 64  | 100 | -36  |                |  |
| 24                         | Slovaquie         | 3 | 0 | 0 | 3 | 63  | 112 | -49  |                |  |

Les trois premières équipes non déjà qualifiées sont qualifiées pour le Championnat du monde 2025.

## Statistiques et récompenses

### Équipe-type
| \| · Kristensen · Friis · Brnović · Győri-Lukács · Stanko · Reistad · Klujber Meilleure joueuse : Kristensen Meilleure défenseure : Foppa Meilleure marqueuse : Klujber \| |
| Équipe-type du championnat d'Europe 2024 |
| · Kristensen · Friis · Brnović · Győri-Lukács · Stanko · Reistad · Klujber Meilleure joueuse : Kristensen Meilleure défenseure : Foppa Meilleure marqueuse : Klujber       |

L'équipe-type du tournoi est composée des joueuses suivantes :
- Meilleure joueuse :  Anna Kristensen
- Meilleure gardienne de but :  Anna Kristensen
- Meilleure ailière droite :  Viktória Győri-Lukács
- Meilleure arrière droite :  Katrin Klujber
- Meilleure demi-centre :  Henny Reistad
- Meilleure pivot :  Tatjana Brnović
- Meilleure arrière gauche :  Tjaša Stanko
- Meilleure ailière gauche :  Emma Friis
- Meilleure joueuse en défense :  Pauletta Foppa

### Statistiques collectives
- Meilleure attaque :  Norvège (33.3 buts par match)
- Moins bonne attaque :  Portugal (20.3 buts par match)
- Meilleure défense :  Norvège (18.6 buts par match)
- Moins bonne défense :  Suisse (36.4 buts par match)
- Plus grand nombre de buts inscrits sur un match :  Suède (47 buts contre Turquie)
- Plus petit nombre de buts inscrits sur un match :  Slovaquie (15 buts contre Norvège)
- Moyenne de buts par match : 53.8 buts (soit 145.6 buts par équipe)

### Statistiques individuelles
Au terme de la compétition, les meilleures buteuses sont, :
| Rang | Joueuse               | Équipe     | Total | Total | Total  | Jets de 7 m | Jets de 7 m | Jets de 7 m | Champ | Champ | Champ  | MJ | Moy. |
| Rang | Joueuse               | Équipe     | Buts  | Tirs  | %      | Buts        | Tirs        | %           | Buts  | Tirs  | %      | MJ | Moy. |
| ---- | --------------------- | ---------- | ----- | ----- | ------ | ----------- | ----------- | ----------- | ----- | ----- | ------ | -- | ---- |
| 1    | Katrin Klujber        | Hongrie    | 60    | 103   | 58,2 % | 28          | 33          | 84,8 %      | 32    | 70    | 45,7 % | 9  | 6,7  |
| 2    | Henny Reistad         | Norvège    | 50    | 81    | 61,7 % | 16          | 18          | 88,9 %      | 34    | 63    | 54,0 % | 9  | 5,5  |
| 3    | Tjaša Stanko          | Slovénie   | 48    | 75    | 64,0 % | 8           | 15          | 53,3 %      | 40    | 60    | 66,6 % | 7  | 6,9  |
| 4    | Đurđina Jauković      | Monténégro | 47    | 81    | 58,0 % | 12          | 15          | 80,0 %      | 35    | 66    | 53,0 % | 7  | 6,7  |
| 5    | Tabea Schmid          | Suisse     | 44    | 62    | 71,0 % | 7           | 9           | 77,8 %      | 37    | 53    | 69,8 % | 7  | 6,3  |
| 6    | Nathalie Hagman       | Suède      | 42    | 60    | 70,0 % | 8           | 13          | 61,5 %      | 34    | 47    | 72,3 % | 8  | 5,3  |
| 6    | Viktória Győri-Lukács | Hongrie    | 42    | 60    | 70,0 % | 0           | 0           | -           | 42    | 60    | 70,0 % | 9  | 4,7  |
| 8    | Dione Housheer        | Pays-Bas   | 40    | 67    | 59,7 % | 6           | 7           | 85,7 %      | 34    | 60    | 56,7 % | 8  | 5    |
| 8    | Anne Mette Hansen     | Danemark   | 40    | 62    | 64,5 % | 10          | 15          | 66,7 %      | 30    | 47    | 63,8 % | 9  | 4,4  |
| 10   | Emma Lindqvist        | Suède      | 37    | 55    | 67,3 % | 0           | 0           | -           | 37    | 55    | 67,3 % | 8  | 4,6  |

Au terme de la compétition, les meilleures gardiennes de but sont, :
| Rang | Joueuse                  | Équipe     | %      | Arrêts | Tirs | MJ | Moy. |
| ---- | ------------------------ | ---------- | ------ | ------ | ---- | -- | ---- |
| 1    | Annika Fríðheim Petersen | Îles Féroé | 41,8 % | 28     | 67   | 3  | 9,3  |
| 2    | Sabrina Novotná          | Tchéquie   | 39,3 % | 42     | 107  | 3  | 14   |
| 3    | Zsófi Szemerey           | Hongrie    | 38,6 % | 73     | 189  | 8  | 9,1  |
| 4    | Anna Kristensen          | Danemark   | 38,0 % | 100    | 263  | 9  | 11,1 |
| 5    | Hatadou Sako             | France     | 36,7 % | 36     | 98   | 8  | 4,5  |
| 6    | Silje Solberg-Østhassel  | Norvège    | 36,2 % | 63     | 174  | 9  | 7    |
| 7    | Laura Glauser            | France     | 36,2 % | 73     | 203  | 9  | 8,1  |
| 8    | Katharina Filter         | Allemagne  | 35,8 % | 54     | 151  | 7  | 7,7  |
| 9    | Katrine Lunde            | Norvège    | 35,6 % | 37     | 104  | 6  | 6,2  |
| 10   | Althea Reinhardt         | Danemark   | 34,7 % | 26     | 75   | 5  | 5,2  |
| 10   | Yara ten Holte           | Pays-Bas   | 34,7 % | 68     | 196  | 8  | 8,5  |

## Effectifs des équipes sur le podium

### Championne d'Europe:Norvège
L'effectif de l'équipe de Norvège, championne d'Europe, est :
- Katrine Lunde (GB)
- Silje Solberg-Østhassel (GB)
- Maren Aardahl
- Ingvild Bakkerud
- Kari Brattset
- Kristine Breistøl
- Live Deila
- Thale Deila
- Camilla Herrem
- Ane Høgseth
- Emilie Hovden
- Anniken Obaidli
- Eli Marie Raasok
- Henny Reistad
- Marit Røsberg Jacobsen
- Stine Skogrand
- Sanna Solberg-Isaksen

Sélectionneur
- Þórir Hergeirsson.

### Vice-championne d'Europe:Danemark
L'effectif de l'équipe du Danemark, vice-championne d'Europe, est :
- Anna Kristensen (GB)
- Althea Reinhardt (GB)
- Sandra Toft (GB)
- Andrea Aagot Hansen
- Emma Friis
- Helena Hagesø
- Elma Halilcevic
- Anne Mette Hansen
- Line Haugsted
- Mie Højlund
- Rikke Iversen
- Sarah Iversen
- Kristina Jørgensen
- Stine Jørgensen
- Helene Kindberg
- Michala Møller
- Kaja Nielsen
- Trine Østergaard
- Mette Tranborg

Sélectionneur
- Jesper Jensen.

### Troisième:Hongrie
L'effectif de l'équipe de Hongrie, médaille de bronze, est :
- Blanka Böde-Bíró (GB)
- Kinga Janurik (GB)
- Zsófi Szemerey (GB)
- Réka Bordás
- Luca Csíkos
- Dorottya Faluvégi
- Petra Füzi-Tóvizi
- Viktória Győri-Lukács
- Gréta Éva Juhász
- Gréta Kácsor
- Katrin Klujber
- Csenge Kuczora
- Gréta Márton
- Nikoletta Papp
- Petra Simon
- Noémi Pásztor
- Mirtill Petrus
- Nadine Szöllősi-Schatzl
- Nikolett Tóth
- Petra Vámos

Sélectionneur
- Vladimir Golovin.

### Autres effectifs
| Rang | Sélection         | Effectif |
| ---- | ----------------- | --- |
| 04   | France            | Laura Glauser, Alicia Toublanc, Pauline Coatanea, Clarisse Mairot, Chloé Valentini, Coralie Lassource, Grâce Zaadi, Floriane André, Laura Flippes, Orlane Kanor, Tamara Horacek, Déborah Lassource, Pauletta Foppa, Estelle Nze Minko, Oriane Ondono, Lucie Granier, Sarah Bouktit, Léna Grandveau, Marine Dupuis, Hatadou Sako. Sélectionneur : Sébastien Gardillou |
| 05   | Suède             | Tyra Axnér, Linn Blohm, Johanna Bundsen, Jenny Carlson, Nina Dano, Evelina Eriksson, Nathalie Hagman, Elin Hansson, Sofia Hvenfelt, Clara Lerby, Emma Lindqvist, Olivia Löfqvist, Clara Petersson Bergsten, Jamina Roberts, Jessica Ryde, Carin Strömberg, Kristin Thorleifsdóttir. Sélectionneur : Tomas Axnér |
| 06   | Pays-Bas          | Lois Abbingh, Sarah Dekker, Rinka Duijndam, Merel Freriks, Tamara Haggerty, Dione Housheer, Romée Maarschalkerweerd, Angela Malestein, Catharina Molenaar, Larissa Nüsser, Inger Smits, Zoë Sprengers, Yara ten Holte, Isa Ternede, Laura van der Heijden, Judith van der Helm, Bo van Wetering. Sélectionneur : Henrik Signell |
| 07   | Allemagne         | Lisa Antl, Julia Behnke, Jenny Behrend, Dana Bleckmann, Emily Bölk, Antje Döll, Nina Engel, Katharina Filter, Alina Grijseels, Alexia Hauf, Jolina Huhnstock, Viola Leuchter, Annika Lott, Julia Maidhof, Xenia Smits, Mareike Thomaier, Sarah Wachter. Sélectionneur : Markus Gaugisch |
| 08   | Monténégro        | Armelle Attingré, Marta Batinović, Tatjana Brnović, Nina Bulatović, Katarina Džaferović, Ivana Godeč, Itana Grbić, Tanja Ivanović, Đurđina Jauković, Đurđina Malović, Dijana Mugoša, Ivona Pavićević, Matea Pletikosić, Milena Raičević, Marina Rajčić, Andrijana Tatar, Nikolina Vukčević, Jelena Vukčević. Sélectionneuse : Suzana Lazović |
| 09   | Pologne           | Magda Balsam, Magdalena Drażyk, Adrianna Górna, Monika Kobylińska, Karolina Kochaniak-Sala, Sylwia Matuszczyk, Daria Michalak, Dagmara Nocuń, Natalia Nosek, Aleksandra Olek, Adrianna Płaczek, Aleksandra Rosiak, Aleksandra Tomczyk, Marlena Urbańska, Paulina Uścinowicz, Paulina Wdowiak, Barbara Zima, Aleksandra Zych. Sélectionneur : Arne Senstad |
| 10   | Slovénie          | Ana Abina, Ema Abina, Špela Bajc, Ivona Barukčić, Živa Copi, Dijana Ðajic, Elena Erceg, Nuša Fegic, Blazka Hauptman, Manca Jurič, Tinkara Kogovšek, Nataša Ljepoja, Ema Marković, Erin Novak, Tea Pogorelc, Lana Puncer, Tjaša Stanko, Maja Vojnović. Sélectionneur : Dragan Adžić |
| 11   | Roumanie          | Bianca Bazaliu, Alisia Boiciuc, Oana Borș, Daria Bucur, Mirabela Coteț, Bianca Curmenț, Alexandra Dindiligan, Alicia Gogîrlă, Sorina Grozav, Daciana Hosu, Ștefania Jipa, Ioana Raluca Kelemen, Corina Lupei, Rebeca Necula, Lorena Ostase, Andreea Popa, Sonia Seraficeanu, Ștefania Stoica. Sélectionneur : Florentin Pera |
| 12   | Suisse            | Malin Altherr, Emma Bächtiger, Era Baumann, Manuela Brütsch, Mia Emmenegger, Lisa Frey, Daphne Gautschi, Norma Goldmann, Charlotte Kähr, Kerstin Kündig, Seraina Kuratli, Alessia Riner, Tabea Schmid, Lea Schüpbach, Nora Snedkerud, Chantal Wick, Laurentina Wolff. Sélectionneur : Knut Ove Joa |
| 13   | Espagne           | Nicole Wiggins, Nicole Morales, Carmen Campos, Paola Bernabé, Elba Álvarez Torrado, Carmen Arroyo, Paula Arcos, María Prieto, Ester Somaza, Danila So Delgado, Paulina Buforn, Paula Agulló, Anne Erauskin, Ona Vegué, Jennifer Gutiérrez, Elisabet Cesáreo, Kaba Gassama, Lyndie Tchaptchet. Sélectionneur : Ambros Martín |
| 14   | Tchéquie          | Veronika Andrýsková, Charlotte Cholevová, Eliška Desortová, Katka Dresslerová, Anna Franková, Julie Franková, Markéta Jeřábková, Kristýna Königová, Petra Kudláčková, Veronika Malá, Sabrina Novotná, Simona Schreibmeierová, Valerie Smetková, Alena Stellnerová, Markéta Šustáčková, Patricie Wizurová, Dominika Zachová. Sélectionneur : Bent Dahl |
| 15   | Autriche          | Petra Blazek, Mirela Dedic, Kristina Dramac, Sonja Frey, Josefine Hanfland, Lena Ivančok, Ines Ivančok-Šoltić, Stefanie Kaiser, Patricia Kovacs, Nora Leitner, Antonija Mamić, Ana Pandza, Katarina Pandza, Johanna Reichert, Santina Sabatnig, Klara Schlegel, Fabienne Tomasini, Claudia Wess. Sélectionneuse : Monique Tijsterman |
| 16   | Islande           | Perla Ruth Albertsdóttir, Katrín Anna Ásmundsdóttir, Steinunn Björnsdóttir, Elísa Elíasdóttir, Andrea Jacobsen, Katrín Tinna Jensdóttir, Rut Arnfjörð Jónsdóttir, Sunna Jónsdóttir, Díana Dögg Magnúsdóttir, Elín Rósa Magnúsdóttir, Hafdís Renötudóttir, Jóhanna Margrét Sigurðardóttir, Þórey Rósa Stefánsdóttir, Thea Imani Sturludóttir, Elín Klara Þorkelsdóttir, Elín Jóna Þorsteinsdóttir, Berglind Þorsteinsdóttir, Dana Björg Guðmundsdóttir. Sélectionneur : Arnar Pétursson |
| 17   | Îles Féroé        | Lukka Arge, Pernille Brandenborg, Elsa Egholm, Bjørk Franksdottir Joensen, Anna Elisabeth Halsdóttir Weyhe, Súna Krossteig Hansen, Brynja Høj, Jana Mittún, Rannvá Olsen, Bjarta Osberg Johansen, Brynhild Pálsdóttir, Maria Palsdottir Nólsoy, Annika Fríðheim Petersen, Turið Arge Samuelsen, Lív Sveinbjørnsdóttir Poulsen, Rakul S. Wardum, Maria Halsdottir Weyhe. Sélectionneur : Claus Mogensen                                                                                 |
| 18   | Macédoine du Nord | Ivana Arsenievska, Matea Čurlinovska, Katerina Damjanovska, Bojana Dinevska, Ivana Džatevska, Teodora Dukovska, Elena Gjorgjievska, Marija Jankulovska, Jovana Kiprijanovska, Ana Marija Kolarovska, Simona Madžovska, Jovana Micevska, Iva Mladenovska, Nena Nestoroska, Dragana Petkovska, Sara Ristovska, Jovana Sazdovska, Andrea Sedloska, Sara Stefanoska. Sélectionneur : Kristijan Grčevski                                                                                    |
| 19   | Croatie           | Tina Barišić, Lucija Bešen, Klara Birtić, Mia Brkić, Iva Bule, Katarina Ježić, Ivana Kapitanović, Nikolina Kragulj, Josipa Mamić, Dejana Milosavljević, Katarina Pavlović, Tena Petika, Paula Posavec, Stela Posavec, Kristina Prkačin, Sara Šenvald, Katja Vuković, Iva Zrilić. Sélectionneur : Ivica Obrvan |
| 20   | Turquie           | Nurceren Akgün Göktepe, Elif Sıla Aydın, Yağmur Bembeyaz, Döne Gül Bozdogan, Eda Nur Cetin, Ceren Demirçelen, Merve Erbektaş, Beyza Gedik, Emine Gökdemir, Diğdem Hoşgör, Büsra Isikhan, Aslı İskit, Bilgenur Öztürk, Yasemin Şahin, Bugu Sönmez, Gülcan Tügel, Beyza İrem Türkoğlu, Beyzanur Türkyılmaz, Betül Yılmaz. Sélectionneur : Costică Buceschi |
| 21   | Serbie            | Jelena Agbaba, Katarina Bojičić, Tatjana Cinku, Milica Ignjatović, Anđela Janjušević, Jovana Jovović, Jelena Knežević, Tamara Kocić, Emilija Lazić, Una Obrenović, Marija Petrović, Dunja Radević, Sanja Radosavljević, Jovana Risović, Jovana Ristić, Marija Simić, Teodora Velicković, Nikolina Vidić. Sélectionneur : Uroš Bregar |
| 22   | Portugal          | Patricia Lima, Joana Resende, Patrícia Rodrigues, Mariana Costa, Mariana Lopes, Isabel Góis, Maria Unjanque, Neide Duarte, Carolina Monteiro, Ana Carolina Silva, Constança Sequeira, Luciana Rebelo, Nádia Rodrigues, Bebiana Sabino, Beatriz Souza, Jessica Ferreira. Sélectionneur : José António Silva |
| 23   | Ukraine           | Judit Balogh, Sofiya Besroukova, Liliya Horilska, Karyna Kolodyouk, Iryna Kompaniyez, Kateryna Kosak, Vanessa Lakatoch, Olha Makarenko, Nhetely-Erminia Minissale, Andriyana Naumenko, Valeriya Nesterenko, Mariya Polyak, Iryna Prokopyak, Lyoubov Rossocha, Viktoriya Saltanyouk, Tamara Smbatyan, Karina Soskyda, Anastassiya Tkatch. Sélectionneur : Borys Tchychov |
| 24   | Slovaquie         | Dorota Bacenková, Réka Bíziková, Karin Bujnohová, Alena Dvoršcáková, Viktoria Györiova, Barbora Jakubíková, Barbora Lancz, Diana Michalková, Nicol Nejedliková, Bella Oláhová, Kristína Pastorková, Monika Pénzes, Erika Rajnohová, Lenka Ratvajská, Olívia Šcípová, Tatiana Šutranová, Iryna Yablonská-Bobal. Sélectionneur : Jorge Dueñas |